# Reserva biològica Bosc Nebulós Monteverde
La Reserva Biològica Bosc Nebulós Monteverde és una reserva privada situada a Costa Rica situada al llarg de la Serra de Tilarán, entre les províncies de Puntarenas i Alajuela.
El seu nom és degut a la propera ciutat de Monteverde i va ser fundada el 1972. La reserva consta de més de 10 500 hectàrees de selva tropical, i rep uns 70 000 visitants a l'any. Posseeix 6 zones ecològiques, el 90% de les quals són de bosc verge.
Els científics i turistes de llavors ençà han trobat una molt alta biodiversitat, que consisteix en més de 2500 espècies de plantes -inclosa la majoria de les espècies d'orquídies en un sol lloc-, 100 espècies de mamífers, 400 espècies d'ocells, 120 espècies de rèptils i amfibis, i milers d'insectes.

## Característiques
La Reserva biològica de Monteverde abasta una àrea de conservació biològica que es localitza als estreps de la Serralada de Tilarán, a la província de Puntarenas, Costa Rica. La reserva és de propietat privada i abasta una extensió superior a les 10 000 ha, protegint una part important dels extensos boscos nebulosos de la serralada de Tilarán. A més a més forma un corredor biològic amb el Parc nacional Volcà Arenal denominat «Complex de bosc nebulós Arenal-Monteverde».
La zona és visitada anualment per més de 70 000 turistes que acudeixen principalment a observar ocells i a contemplar el bosc nebulos. Està situada a 5 km a l'est del centre de Santa Elena, al districte de Monteverde (província de Puntarenas). L'àrea correspon en la seva totalitat a una reserva privada, propietat del Centre Científic Tropical (CCT), una ONG científica i educativa costa-riquenya sense fins de lucre, fundada el 1962. La Reserva com a tal, va ser establerta en 1972 i immediatament va assumir el CCT la seva administració.
Aquesta àrea silvestre va ser creada per protegir la flora, la fauna i els recursos hídrics, i per portar a terme tant estudis científics com programes d'educació ambiental. La Reserva Bosc Nebulós Monteverde, abasta vuit zones biològiques diferents i cobreix una àrea d'unes 10 522 hectàrees.
Els mamífers de Monteverde inclouen representants d'Amèrica del Sud i del Nord com a espècies endèmiques. La fauna de mamífers de la regió inclou 6 espècies de marsupials, 3 ratolins mesquers, almenys 58 ratpenats, 3 primats, 7 edentats, 2 conills, 1 porc de terra, 3 espècies d'esquirols, 1 espècie de ratolí espinós, almenys 15 espècies de rates de cua llarga i ratolins (família Murídae), una espècie de porc espí, una espècie d'agutí, una de pacca, dos cànids, cinc mustèlids, quatre espècies de procionides, sis espècies de felins, dues espècies de porcs salvatges, dues espècies de cérvols i una espècie de tapir.